# Dichodontium debile
Dichodontium debile là một loài Rêu trong họ Dicranaceae. Loài này được Broth. mô tả khoa học đầu tiên năm 1901.